# کائوری کاواناکا
کائوری کاواناکا (انگلیسی: Kaori Kawanaka؛ زادهٔ ۳ اوت ۱۹۹۱) کماندار اهل ژاپن است.